# باستین موپیو
باستین موپیو (انگلیسی: Bastien Meupiyou؛ زادهٔ ۱۹ مارس ۲۰۰۶) بازیکن فوتبال اهل فرانسه است.
از باشگاه‌هایی که در آن بازی کرده است می‌توان به باشگاه فوتبال نانت اشاره کرد.
وی همچنین در تیم‌های ملی فوتبال زیر ۱۶ سال فرانسه، زیر ۱۷ سال فرانسه، و زیر ۱۸ سال فرانسه بازی کرده است.